# Светлана Захарова (балерина)
Светлана Захарова (рус. Светлана Юрьевна Захарова; Луцк, 10. јун 1979) је руска примабалерина, првакиња Бољшој театра.

## Образовање
Рођена је у Луцку, у Украјини 10. јуна 1979. године. Плесом почиње да се бави у шестој години, када ју је мајка уписала у локални студио, где се играо фолклор. Када је имала десет година, примљена је у Кијевски кореографски институт где започиње да учи класични балет. Иако је током прве године имала прекид, јер је због службовања свог оца који је војно лице породица одлазила из Кијева, полаже прву годину и наставља школовање.
На балетском такмичењу у Санкт Петербургу осваја друго место и добија понуду да настави школовање у Вагановој академији, која је и била организатор смотре. Понуду прихвата, и већ као ученица добија солистичку улогу у Маринском театру.

## Каријера
Каријеру започиње још као ученица, солистичком деоницом Краљице Дријада у балету Дон Кихот. У наредном периоду осваја готово комплетан први фах улога класичног балета. Матична кућа је уврштава у поделе и на гостовањима, у многим крајевима света.
У мају 2003. прелази у Бољшој театар, на позив Владимира Васиљева. Публици се у својој новој компанији прво представила улогом Жизеле.
Захарова је током своје каријере више пута гостовала у Београду.

## Занимљивости
2007. је на парламентарним изборима изабрана за депутата у руској Думи, а изразила је и жељу да једнога дана постане министарка културе.